# Nati nel 1582
| Questa pagina contiene informazioni ricavate automaticamente dalle voci biografiche con l'ausilio del template Bio e di un bot. L'aggiornamento è periodico e automatico e ricostruisce completamente la pagina. Se manca una persona in questa lista, sei pregato di non aggiungerla, ma accertati piuttosto che la sua voce biografica contenga il template Bio e che i dati anagrafici siano correttamente compilati. Se il template Bio manca, inseriscilo tu stesso o, in alternativa, metti l'avviso {{tmp\|Bio}} che ne segnala la mancanza. Se i dati riportati sono sbagliati, correggi direttamente la voce biografica; le modifiche saranno visibili in questa lista entro pochi giorni. Per chiarimenti vedi il progetto biografie. La lista contiene solo le 77 persone che sono citate nell'enciclopedia e per le quali è stato implementato correttamente il template Bio. Pagina aggiornata al 2 lug 2025. |

## Gennaio(5)
- 6 gennaio - Alonso de Contreras, militare, avventuriero e scrittore spagnolo († 1641)
- 7 gennaio - Maddalena di Brandeburgo, principessa tedesca († 1616)
- 26 gennaio - Giovanni Lanfranco, pittore italiano († 1647)
- 28 gennaio - John Barclay, scrittore e poeta scozzese († 1621)
- 30 gennaio - Giorgio II di Pomerania, nobile tedesco († 1617)

## Febbraio(3)
- 6 febbraio - Mario Bettini, gesuita, matematico e astronomo italiano († 1657)
- 8 febbraio - Matthias Bernegger, filologo e astronomo tedesco († 1640)
- 8 febbraio - Ottavio II Thiene, nobile († 1623)

## Marzo(3)
- 15 marzo - Daniel Featley, teologo inglese († 1645)
- 24 marzo - Ottavio Ridolfi, cardinale e vescovo cattolico italiano († 1624)
- 31 marzo - Sofia di Hohenzollern, nobile († 1610)

## Aprile(1)
- 17 aprile - Marcello Macedonio, poeta e religioso italiano († 1619)

## Maggio(4)
- 1º maggio - Marco da Gagliano, compositore e religioso italiano († 1643)
- 5 maggio - Giovanni Federico di Württemberg, duca († 1628)
- 25 maggio - Urbano Feliceo, vescovo cattolico italiano († 1635)
- 30 maggio - Antonio Ricciulli, arcivescovo cattolico italiano († 1643)

## Giugno(2)
- 18 giugno - Marcantonio Mambelli, letterato e gesuita italiano († 1644)
- 28 giugno - William Fiennes, I visconte di Saye e Sele, politico e nobile inglese († 1662)

## Luglio(1)
- 9 luglio - Anton Wolfradt, vescovo cattolico austriaco († 1639)

## Agosto(5)
- 8 agosto - Ciriaco Rocci, cardinale e arcivescovo cattolico italiano († 1651)
- 26 agosto - Umile da Bisignano, religioso italiano († 1637)
- 28 agosto - Hans Meinhard von Schönberg, politico e militare tedesco († 1616)
- 28 agosto - Taichang, imperatore cinese († 1620)
- 30 agosto - Francesco Vitelli, religioso e arcivescovo cattolico italiano († 1646)

## Settembre(3)
- 25 settembre - Eleonora d'Asburgo, nobile austriaca († 1620)
- 25 settembre - Eitel Friedrich von Hohenzollern-Sigmaringen, cardinale e vescovo cattolico tedesco († 1625)
- 30 settembre - Diego Gonzaga, nobile italiano († 1597)

## Ottobre(4)
- 2 ottobre - Augusto del Palatinato-Sulzbach, nobile tedesco († 1632)
- 17 ottobre - Johann Gerhard, teologo tedesco († 1637)
- 19 ottobre - Dmitrij Ivanovič di Russia, russo († 1591)
- 22 ottobre - Francesco Piccolomini, gesuita italiano († 1651)

## Novembre(3)
- 5 novembre - Prospero Bonarelli della Rovere, drammaturgo e diplomatico italiano († 1659)
- 17 novembre - Giorgio di Brunswick-Lüneburg, duca († 1641)
- 21 novembre - François Maynard, poeta e scrittore francese († 1646)

## Dicembre(1)
- 23 dicembre - Severo Bonini, compositore e organista italiano († 1663)

## Senza giorno specificato(42)
- Giovanni Francesco Abela, storico e archeologo maltese († 1655)
- Wouter Abts, pittore fiammingo
- Vincenzo Agnello Suardi, vescovo cattolico italiano († 1644)
- Giulio Aleni, gesuita, missionario e astronomo italiano († 1649)
- Filippo Arrighetti, religioso, filosofo e grecista italiano († 1662)
- Giovanni Battista Baliani, matematico e fisico italiano († 1666)
- Giacomo Bambini, pittore italiano († 1629)
- Giacomo Barucco, pittore italiano
- Thomas Baylie, pastore protestante inglese († 1663)
- Giulio Cesare Bedeschini, pittore italiano († 1627)
- Azzo IV Besta, nobile († 1636)
- Maiolino Bisaccioni, storiografo, letterato e librettista italiano († 1663)
- Jaroslav Bořita z Martinic, politico ceco († 1649)
- Giovanni Francesco Brignole Sale, doge († 1637)
- Bernardo Cesi, gesuita e naturalista italiano († 1630)
- Francis Cleyn, pittore, disegnatore e incisore tedesco († 1658)
- Giovanni Coccapani, architetto e matematico italiano († 1649)
- Juan Bautista Comes, compositore spagnolo († 1643)
- Pompeo Coronini, vescovo cattolico italiano († 1646)
- Gaspar de Crayer, pittore fiammingo († 1662)
- Federico Campana, nobile e militare italiano († 1645)
- Filippo Filonardi, cardinale e vescovo cattolico italiano († 1622)
- Phineas Fletcher, poeta scozzese († 1650)
- Güshi Khan, condottiero mongolo († 1655)
- Jacob van Hulsdonck, pittore fiammingo († 1647)
- Giovanni Vincenzo Imperiale, poeta e scrittore italiano († 1648)
- William Juxon, arcivescovo anglicano inglese († 1663)
- Kobayakawa Hideaki, militare giapponese († 1602)
- Ludovico Leporeo, poeta italiano († 1655)
- Bartolomeo Manfredi, pittore italiano († 1622)
- Matsudaira Tadayori, militare giapponese († 1609)
- Deodat del Monte, pittore, architetto e astronomo fiammingo († 1644)
- Goschwin Nickel, gesuita tedesco († 1664)
- Girolamo Preti, poeta italiano († 1626)
- Qian Qianyi, poeta e storico cinese († 1664)
- Julien e Marguerite de Ravalet, francese († 1603)
- Thomas Ravenscroft, compositore inglese († 1635)
- Alphonse-Louis du Plessis de Richelieu, cardinale e arcivescovo francese († 1653)
- Giovanni Battista Stefaneschi, pittore e presbitero italiano († 1659)
- David Teniers il Vecchio, pittore fiammingo († 1649)
- Giacomo Kyuhei Gorobioye Tomonaga, religioso giapponese († 1633)
- Jakub Zadzik, vescovo cattolico polacco († 1642)